# 大衛·盧卡斯
大衛·安東尼·盧卡斯（英語：David Anthony Lucas，1977年11月23日—）是一名英格蘭足球運動員，現時效力英乙球會，擔任守門員及兼任守門員教練。

## 生平
大衛·盧卡斯的足球生涯在普雷斯頓開始，先後被外借至達寧頓、斯肯索普和錫周三。2004年，大衛盧卡斯正式轉投錫周三，該季正選上陣41次，2005/06年球季，大衛·盧卡斯在該季受傷患困擾，令上陣次數大減。2007年1月，大衛·盧卡斯轉投班士利，但只為球隊上陣3次，便於2007年9月11日與列斯聯簽下短期合約，並於英錦標對達寧頓的賽事中首次為球隊上陣。2009年5月22日，盧卡斯與隊友莊拿芬·杜格拉斯雙雙被球會所放棄，其後一同轉投史雲頓。
2011年夏季史雲頓降班英乙後大衛·盧卡斯被球會放棄，於8月4日加盟英甲球會羅奇代爾，簽約一年，擔任球員兼教練。
2012年7月10日，加盟英冠球會伯明翰，簽約一年。
2013年1月1日，轉投英乙球會，擔任守門員及兼任守門員教練。

## 外部連結
- 足球数据库：大衛·盧卡斯的球员统计数据